# Lothar Wächter
Lothar Wächter (* 22. Januar 1952 in Lengers) ist emeritierter Professor für Kirchenrecht an der Theologischen Fakultät Fulda und ehemaliger Offizial des kirchlichen Gerichts des Bistums Fulda.

## Ausbildung
Wächter besuchte das Gymnasium in Heringen und studierte in Fulda und Würzburg Katholische Theologie. Am 26. Juni 1977 empfing er im Fuldaer Dom die Priesterweihe. Am kanonistischen Institut der Universität München studierte er Kirchenrecht. Im November 1986 schloss er sein Studium mit dem Lizentiat des kanonischen Rechts (Lic. iur. can.) ab und wurde im Februar 1987 zum Doktor des kanonischen Rechts promoviert.
Am 1. November 2002 wurde er zum Domkapitular berufen. Er war von 2003 bis 2017 Ordinarius am Lehrstuhl für Kirchenrecht an der Theologischen Fakultät Fulda und bis 2020 Offizial des bischöflichen Kirchengerichtes. Als Leiter der Gerichtsbehörde war er verantwortlich für die Ehegerichtsbarkeit des Bistums.

## Schriften
- Gesetz im kanonischen Recht. Eine rechtssprachliche und systematisch-normative Untersuchung zu Grundproblemen der Erfassung des Gesetzes im katholischen Kirchenrecht. EOS-Verlag, St. Ottilien 1989, ISBN 3-88096-343-6. (Zugleich: Universität, München, Diss. 1988).
- Maria-Regina Bottermann-Broj, Lothar Wächter: Unser Lied im fremden Land. Impulse für Gottesdienste von Männern und Frauen, von Brüdern und Schwestern im Glauben. Butzon und Bercker, Kevelaer 1995, ISBN 3-7666-9902-4.